# Strukturphänomenologie (Witzenmann)
Strukturphänomenologie bezeichnet die von Herbert Witzenmann (1905–1988) entwickelte und ausgeübte Methode phänomenologischer Beobachtung des Bewusstseins. Denselben Titel trägt sein „wissenschaftstheoretisches Konzept“ aus dem Jahr 1983.

## Anknüpfungen
Witzenmanns Strukturphänomenologie knüpft methodisch und zum Teil auch terminologisch an Rudolf Steiners Erkenntnislehre sowie mittelbar (Goetheanismus) und unmittelbar an Goethes Naturforschung an. Im Unterschied zu Heinrich Rombachs gleichnamigen Ansatz steht sie nicht primär in der Tradition philosophischer Phänomenologie nach Husserl, ist auf diese aber in verschiedenen Aspekten beziehbar.
Aus Goethes Naturforschung haben folgende methodische Elemente Eingang in die Strukturphänomenologie gefunden:
- die Bewusstmachung und systematische Kultivierung von im wissenschaftlichen Erkenntnisprozess ausgeübten mentalen Aktivitätsformen („Trennen und Verbinden“)
- das ursprünglich auf Empedokles zurückgehende Prinzip eines Erfassens von Gleichem durch Gleiches („Teilnahme an Produktion“)
- die Konkretion universeller Gesetzmäßigkeit („Urphänomen“) im aktuell Beobachteten im Unterschied zu abstraktiver Theorienbildung und subjektiver Vorstellungsbildung

Im Hinblick auf Rudolf Steiners Erkenntnislehre orientiert sich die Strukturphänomenologie insbesondere an folgenden Aspekten:
- dem Prinzip eines urteilsoffenen, referentiellen bzw. deiktischen Sprach- und Begriffsgebrauchs („Blicklenkung“)
- dem Gegenstandsbereich menschlicher Erkenntnisprozessualität (Bewusstsein als „Schauplatz“)
- an der selbstreferentiellen bewusstseinsphänomenologischen Beobachtung („seelische Beobachtung“)
- der Handhabung vorprädikativer Aktivitätsformen (Zurückhalten, Hervorbringen) sowie dem Aufweis entsprechender (vorsubjektiver, vorobjektiver) Strukturkomponenten („reine Wahrnehmung“, „reiner Begriff“)
- an der Vorstellungslehre (Vorstellung als „individualisierter Begriff“)

## Hauptmotive
Methode
Ausgangspunkt der Strukturphänomenologie ist die Frage, ob und wie vorbewusste, genuin mentale Aktivität am Zustandekommen des naiv-realistischen Alltagsbewusstseins, insbesondere der Objekt-Subjekt-Relation, beteiligt ist. Die Subjekt-Objekt-Spaltung wird nicht als Voraussetzung für den Erkenntnisakt, sondern als sein Resultat aufgefasst, das es hinsichtlich seiner Aktualgenese zu untersuchen gilt. Durch eine systematische Schulung der Beobachtungsintention wird eine Erweiterung der Ersten-Person-Perspektive in Richtung transpersonaler, gleichwohl das beobachtende Individualbewusstsein nicht auslöschender Prozessbewusstheit angestrebt. Dabei geht es zunächst um eine Unterscheidung rezeptiver und produktiver Aktivitätsanteile im regulären Bewusstseinsvollzug sowie deren Zugang zu komplementären Strukturelementen (Wahrnehmung, Begriff).
Der zentrale Befund der Strukturphänomenologie besteht darin, dass
„die vollständige Wirklichkeit in der Vielfalt ihrer Erscheinungen nicht ohne unser mitgestaltendes Zutun als unser Bewusstseinsinhalt erscheint. Vielmehr bauen wir alles, was uns als wirklich gilt, durch die Vereinigung wahrnehmlicher und begrifflicher Elemente auf. Diese Vereinigungstätigkeit vollziehen wir zuerst unterbewusst. Sie kann aber bewusst gemacht werden. Sie findet stets statt, wenn wir etwas zunächst Unbegriffenes begreifen. Sie kann daher nicht durch etwas anderes erklärt oder ersetzt werden. Denn sie erfolgt bei jedem Erklärungsversuch von neuem.“
Grundstruktur
Die dynamische Synthese von Wahrnehmung und Begriff bezeichnet Witzenmann als Grundstruktur. Mit ihr wird ein einheitliches und generelles Formprinzip aufgewiesen, das für alle subjekt- und objektseitigen Strukturen maßgeblich ist – sofern einem diese bewusst werden. Die Grundstruktur nach Witzenmann unterscheidet sich insofern von jener nach Rombach, als die letztere auf einer pluralen, durch bestimmte Inhalte geprägten Konzeption beruht. Die erstere ist dagegen durch vier allgemeine Formstufen gekennzeichnet, die sich im Übergang jeden begrifflichen Inhalts zum Wahrnehmlichen zeigen.
Erinnerungsschicht
Aus der Perspektive grundstruktureller Prozessualität zeigt sich das gewöhnliche Bewusstsein als ihr gegenständliches (dem Objekt) bzw. personales Resultat (dem Subjekt). Da es sich als solches auf ein ihm Vorhergehendes (die Bildung der Grundstruktur) bezieht, hat es eine erinnerungsartige Charakteristik; Witzenmann spricht von ihm auch als einer auf die primäre Grundstruktur aufgelagerten Erinnerungsschicht. Der entstandene Gegenstand verbürgt dem Gegenüberstehenden daher keine Gegenwart im Sinne eines prozessualen Gewahrseins, sondern verbirgt ihm dieses gerade. Insofern ist das naiv-realistische Alltagsbewusstsein im Verhältnis zu seiner originären Entstehung nicht unmittelbar wirklichkeitshaltig, kann aber hinsichtlich seiner Entstehung durch strukturphänomenologische Beobachtung bewusstseinsimmanent aufgeklärt werden.

## Bezüge
Herbert Witzenmann hat das Konzept der Strukturphänomenologie in seinen Forschungen und Werken auf verschiedene Fragestellungen aus der Anthroposophie, den Geistes- und Sozialwissenschaften angewendet. Wenngleich sich einige Autoren in ihren Arbeiten explizit auf die Strukturphänomenologie und ihre Konsequenzen beziehen, steht diese Forschungsrichtung noch am Anfang einer umfassenderen Rezeption und Weiterführung. Folgende Autoren sind hier exemplarisch zu nennen: Jost Schieren zeigt in einer strukturphänomenologischen Analyse von Goethes Forschungsmethode deren ausgeprägtes wissenschaftliches Ethos auf. Michael Ross wendet in einer "Anthropologie der Begegnung" das Konzept der Grundstruktur auf die soziale Wirklichkeitsbildung an und zieht entsprechende sozial- und wirtschaftswissenschaftliche Konsequenzen. Johannes Wagemann gelangt durch eine Systematisierung typischer Lösungsversuche zum Gehirn-Bewusstsein-Problem zu dessen Reformulierung und entwickelt, wie Witzenmanns Strukturphänomenologie eine integrative Lösungsperspektive für dieses Problem eröffnet.